# Nicaise Auguste Desvaux
Nicaise Augustin Desvaux, (o Nicaise Auguste Desvaux) (1784 - † 1856) va ser un professor de botànica nascut a Poitiers i mort a Bellevue prop d'Angers. Va ser el Director del jardí botànic d'Angers, després de Poitiers.
No s'ha de confondre amb el també botànic Émile Desvaux (1830-1854).

## Obres
- Phyllographie, 1809
- Journal de Botanique, appliquée à l'Agriculture, à la Pharmacie, à la Médecine et aux Arts. 1813-1815, 4 vols.
- Observations sur les plantes des environs d'Angers. 1818
- Flore de l'Anjou ou exposition méthodique des plantes du département de Maine et Loire et de l'ancien Anjou. 1827

## Honors

### Epònims
Robert Brown li va dedicar el gènere Desvauxia (Centrolepidaceae).